# Maxime Boisclair
Pour les articles homonymes, voir Boisclair.
Maxime Boisclair (né le 14 février 1985 à Port-au-Prince en Haïti) est un joueur professionnel canadien de hockey sur glace.

## Biographie
Maxime Boisclair débute avec les Castors de Sherbrooke dans la Ligue de hockey junior majeur du Québec en 2001-2002. La saison suivante, il rejoint les Saguenéens de Chicoutimi dans la LHJMQ. Le numéro 97 des Saguenéens est un talentueux ailier gauche. Il est le troisième meilleur pointeur de la Ligue lors de la saison 2005-2006, récoltant soixante-dix buts et amassant cent-trente points.
Néanmoins, Boisclair n'est pas sélectionné lors du repêchage d'entrée amateur de la Ligue nationale de hockey (LNH), étant admissible à ceux de 2003 et 2004. Pour citer les motifs pour lesquels il n'a pas été sélectionné, les dépisteurs lui reprochent notamment son manque de mobilité sur la glace et ses lacunes en défensive, attributs sportifs requis pour atteindre le haut niveau de compétition du hockey d'élite professionnel.
En 2005, il participe au camp d'entraînement des recrues du Lightning de Tampa Bay. Il n'est cependant pas retenu et retourne avec les Saguenéens.
En septembre 2006, il participe au camp d'entraînement des Falcons de Springfield de la Ligue américaine de hockey. En raison de la rareté des postes disponibles au sein de cette formation, il est retranché et cédé temporairement au club-école des Chiefs de Johnstown dans l'ECHL, où il amorce la saison aux côtés de son ancien coéquipier des Saguenéens Stanislav Lascek à titre de joueur régulier sur le premier trio de l'équipe.
Finalement, pour la saison 2007, Maxime Boisclair signe un contrat avec le club du Top Design de Saint-Hyacinthe, club évoluant dans la LNAH. Puis, il rejoint les Jackals d'Elmira de l'ECHL et est rappelé pour une partie chacune par le Crunch de Syracuse et les Bears de Hershey de la Ligue américaine.
En septembre 2008, il participe au camp des Chops de l'Iowa, le club-école des Ducks d'Anaheim. Il signe ensuite un contrat avec les Checkers de Charlotte en ECHL. Quelques matchs plus tard, le 4 novembre 2008, il est échangé au Reign d'Ontario en retour des droits de John Adams.
Il commence la saison 2009-2010 avec les IceRays de Corpus Christi de la Ligue centrale de hockey, puis il retourne jouer dans la LNAH, avec le Lois Jeans de Pont-Rouge. Après quelques matchs, il est échangé au Caron et Guay de Trois-Rivières puis au CIMT de Rivière-du-Loup.
Il passe les saisons 2010 à 2012 en France, avec les Dauphins d'Épinal de la Ligue Magnus.
Il remporte la Coupe du Kazakhstan 2012 avec l'Arlan Kokchetaou.
Le 10 janvier 2013, il signe un contrat avec le HC Carvena de Sorel-Tracy de la Ligue nord-américaine de hockey, puis le 24 janvier avec le Thunder de Stockton de l'ECHL.
Le 11 octobre 2013 il signe un contrat avec les Braves de Valleyfield.

## Statistiques
| Saison    | Équipe                          | Ligue        |    | Saison régulière | Saison régulière | Saison régulière | Saison régulière | Saison régulière |   | Séries éliminatoires | Séries éliminatoires | Séries éliminatoires | Séries éliminatoires | Séries éliminatoires |
| Saison    | Équipe                          | Ligue        | PJ | B                | A                | Pts              | Pun              | PJ               | B | A                    | Pts                  | Pun                  |                      |                      |
| 2001-2002 | Castors de Sherbrooke           | LHJMQ        | 66 | 14               | 16               | 30               | 111              | -                | - | -                    | -                    | -                    |                      |                      |
| 2002-2003 | Castors de Sherbrooke           | LHJMQ        | 39 | 7                | 16               | 23               | 83               | -                | - | -                    | -                    | -                    |                      |                      |
| 2002-2003 | Saguenéens de Chicoutimi        | LHJMQ        | 35 | 8                | 8                | 16               | 49               | 4                | 0 | 2                    | 2                    | 9                    |                      |                      |
| 2003-2004 | Saguenéens de Chicoutimi        | LHJMQ        | 54 | 23               | 13               | 36               | 110              | 18               | 9 | 7                    | 16                   | 14                   |                      |                      |
| 2004-2005 | Saguenéens de Chicoutimi        | LHJMQ        | 70 | 51               | 57               | 108              | 84               | 17               | 5 | 12                   | 17                   | 31                   |                      |                      |
| 2005-2006 | Saguenéens de Chicoutimi        | LHJMQ        | 70 | 70               | 60               | 130              | 97               | 9                | 9 | 3                    | 12                   | 8                    |                      |                      |
| 2006-2007 | Chiefs de Johnstown             | ECHL         | 59 | 17               | 34               | 51               | 92               | 2                | 0 | 2                    | 2                    | 0                    |                      |                      |
| 2006-2007 | Falcons de Springfield          | LAH          | 17 | 1                | 0                | 1                | 6                | -                | - | -                    | -                    | -                    |                      |                      |
| 2007-2008 | Top Design de Saint-Hyacinthe   | LNAH         | 47 | 29               | 53               | 82               | 75               | -                | - | -                    | -                    | -                    |                      |                      |
| 2007-2008 | 98.3 FM de Saguenay             | LCH-AAA      | 1  | 0                | 1                | 1                | 0                | -                | - | -                    | -                    | -                    |                      |                      |
| 2007-2008 | Crunch de Syracuse              | LAH          | 1  | 0                | 0                | 0                | 0                | -                | - | -                    | -                    | -                    |                      |                      |
| 2007-2008 | Bears de Hershey                | LAH          | 1  | 0                | 0                | 0                | 0                | -                | - | -                    | -                    | -                    |                      |                      |
| 2007-2008 | Jackals d'Elmira                | ECHL         | 14 | 4                | 10               | 14               | 21               | 6                | 2 | 0                    | 2                    | 8                    |                      |                      |
| 2008-2009 | Checkers de Charlotte           | ECHL         | 4  | 0                | 2                | 2                | 4                | -                | - | -                    | -                    | -                    |                      |                      |
| 2008-2009 | Reign d'Ontario                 | ECHL         | 23 | 6                | 14               | 20               | 19               | -                | - | -                    | -                    | -                    |                      |                      |
| 2008-2009 | 98.3 FM de Saguenay             | LNAH         | 6  | 1                | 10               | 11               | 6                | -                | - | -                    | -                    | -                    |                      |                      |
| 2008-2009 | Chiefs de St-Hyacinthe          | LNAH         | 11 | 2                | 4                | 6                | 21               | 6                | 4 | 4                    | 8                    | 0                    |                      |                      |
| 2009-2010 | IceRays de Corpus Christi       | LCH          | 5  | 0                | 1                | 1                | 9                | -                | - | -                    | -                    | -                    |                      |                      |
| 2009-2010 | Lois Jeans de Pont-Rouge        | LNAH         | 5  | 4                | 1                | 5                | 2                | -                | - | -                    | -                    | -                    |                      |                      |
| 2009-2010 | Caron et Guay de Trois-Rivières | LNAH         | 13 | 5                | 6                | 11               | 10               | -                | - | -                    | -                    | -                    |                      |                      |
| 2009-2010 | CIMT de Rivière-du-Loup         | LNAH         | 7  | 6                | 1                | 7                | 4                | 10               | 6 | 11                   | 17                   | 22                   |                      |                      |
| 2010-2011 | Dauphins d'Épinal               | Ligue Magnus | 26 | 15               | 16               | 31               | 74               | 3                | 1 | 1                    | 2                    | 16                   |                      |                      |
| 2010-2011 | Dauphins d'Épinal               | CdF          | -  | -                | -                | -                | -                | 2                | 1 | 2                    | 3                    | 2                    |                      |                      |
| 2010-2011 | Dauphins d'Épinal               | CdlL         | 6  | 5                | 3                | 8                | 16               | -                | - | -                    | -                    | -                    |                      |                      |
| 2011-2012 | Dauphins d'Épinal               | Ligue Magnus | 26 | 16               | 18               | 34               | 22               | 5                | 3 | 5                    | 8                    | 14                   |                      |                      |
| 2011-2012 | Dauphins d'Épinal               | CdF          | -  | -                | -                | -                | -                | 1                | 0 | 0                    | 0                    | 0                    |                      |                      |
| 2011-2012 | Dauphins d'Épinal               | CdlL         | 6  | 4                | 6                | 10               | 8                | -                | - | -                    | -                    | -                    |                      |                      |
| 2011-2012 | IceMen d'Evansville             | LCH          | 6  | 2                | 1                | 3                | 2                | 3                | 0 | 0                    | 0                    | 5                    |                      |                      |
| 2012-2013 | Arlan Kokchetaou                | Kazakhstan   | 35 | 19               | 30               | 49               | 6                | -                | - | -                    | -                    | -                    |                      |                      |
| 2012-2013 | HC Carvena de Sorel-Tracy       | LNAH         | 5  | 3                | 3                | 6                | 6                | -                | - | -                    | -                    | -                    |                      |                      |
| 2012-2013 | Thunder de Stockton             | ECHL         | 29 | 8                | 14               | 22               | 39               | 23               | 5 | 7                    | 12                   | 14                   |                      |                      |
| 2013-2014 | Braves de Valleyfield / Laval   | LNAH         | 39 | 13               | 29               | 42               | 12               | 5                | 2 | 0                    | 2                    | 2                    |                      |                      |
| 2014-2015 | 3L de Rivière-du-Loup           | LNAH         | 9  | 6                | 6                | 12               | 2                | -                | - | -                    | -                    | -                    |                      |                      |
| 2014-2015 | Blizzard CNS de Trois-Rivières  | LNAH         | 11 | 5                | 7                | 12               | 8                | 12               | 4 | 4                    | 8                    | 23                   |                      |                      |
| 2015-2016 | Blizzard CNS de Trois-Rivières  | LNAH         | 5  | 1                | 1                | 2                | 0                | 5                | 1 | 0                    | 1                    | 7                    |                      |                      |
| 2016-2017 | Blizzard CNS de Trois-Rivières  | LNAH         | 17 | 8                | 8                | 16               | 10               | -                | - | -                    | -                    | -                    |                      |                      |
| 2018-2019 | Marieville Red Knights          | LHSR         | 7  | 2                | 7                | 9                | 0                | -                | - | -                    | -                    | -                    |                      |                      |

## Trophées et honneurs personnels
- Ligue de hockey junior majeur du Québec
  - 2004-2005 : élu dans la première équipe d'étoiles.
  - 2005-2006 : élu dans la première équipe d'étoiles.
- Ligue canadienne de hockey
  - 2005-2006 : élu dans la deuxième équipe d'étoiles.
- East Coast Hockey League
  - 2007 : sélectionné pour le Match des étoiles avec l'association américaine.